# Armonia Antiqua
Armonia Antiqua è un ensemble di ricerca e divulgazione della musica antica italiano nato nel 1975.

## Storia del gruppo
Il complesso vocale e strumentale italiano Armonia Antiqua, attivo dal 1975, si è dedicato allo studio e alla diffusione della musica antica ed in particolare degli strumenti musicali dell'epoca medievale e rinascimentale; svolge da oltre quaranta anni un'intensa attività concertistica, discografica ed editoriale e ha preso parte alle maggiori manifestazioni musicali e teatrali dedicate al medioevo e al rinascimento, presentando tra l'altro musiche inedite del XVI e XVII secolo di propria trascrizione.
Ha suonato in Spagna, Inghilterra, Francia, Germania, Svizzera, Belgio, Jugoslavia, Turchia, Finlandia, Città del Vaticano, USA ed URSS; in Italia ha tenuto centinaia di concerti, partecipando tra l'altro al XXII Festival dei Due Mondi di Spoleto, al 43º Maggio Musicale Fiorentino, al XII Autunno Musicale di Como, ai concerti dell'Accademia Filarmonica Romana e ai Festival di Musica antica di Urbino e di numerose altre città.
Armonia Antiqua ha realizzato nel corso degli anni decine di programmi diversi, spaziando in ogni aspetto della produzione musicale del medioevo, del rinascimento e del primo barocco: i programmi in repertorio sono strutturati per area geografica, o secondo le forme e i generi musicali, le tematiche presenti nei testi poetici posti in musica, le fonti musicali manoscritte e a stampa, le occasioni in cui la musica veniva ad affiancare particolari momenti della vita dell'uomo medievale e rinascimentale (la festa sacra e la festa profana, il pellegrinaggio, la vita cittadina, le rappresentazioni teatrali, le pratiche devozionali).
Il complesso si è inoltre esibito in occasione di importanti esposizioni e congressi di arte e cultura rinascimentale, come la mostra Liturgia in figura presso la Biblioteca Apostolica Vaticana, con un programma sulla musica alla corte papale tra Quattro e Cinquecento, le celebrazioni per il V Centenario della nascita di Giorgione e di Raffaello, la XVI Esposizione europea di arte, scienza e cultura Firenze e la Toscana dei Medici nell'Europa del '500, il Convegno internazionale di studi su Caravaggio, il Convegno internazionale Sisto IV: le arti a Roma nel primo Rinascimento, il congresso Ville e giardini storici svoltosi a Caprarola, la grande mostra di pittura veneziana del Rinascimento tenutasi al Museo Puskin di Mosca nel 1986. 
Il gruppo ha preso parte a spettacoli teatrali e cinematografici – registrando anche le relative colonne sonore – e ha in repertorio diversi spettacoli in costume realizzati in collaborazione con gruppi specializzati nella ricostruzione e nell'esecuzione di danze storiche, nei quali viene presentata la multiforme ricostruzione di feste e banchetti delle corti italiane del Rinascimento. Con alcuni storici dell'arte ha tenuto presso prestigiose università e istituti di cultura in Italia e all'estero lezioni e conferenze-concerto su particolari tematiche di iconografia musicale.
Il gruppo utilizza fedeli copie degli strumenti musicali dell'epoca, ricostruiti da liutai specializzati sulla base delle più recenti ricerche organologiche condotte sugli esemplari originali, oggi custoditi nelle principali collezioni museali del mondo.

## Formazione
Gli strumenti impiegati sono flauto dolce, flauto traverso, flauto di corno (gemshorn), cromorno, ciaramella, bombarda, trombone rinascimentale, rankett, dulciana, pipe and tabor, zampogna, salterio, dulcimer (dolcemelo), spinetta dei Vosgi, chitarra saracena, ghironda, liuto, viella, ribeca, arpa, viola da gamba e percussioni.
I membri stabili del complesso Armonia Antiqua sono Antonio Addamiano, Claudio Caponi, Vladimiro Galiano e Guido Ivessich.
Armonia Antiqua si avvale della collaborazione di diversi cantanti e gruppi vocali, secondo le mutevoli esigenze dei numerosi programmi in repertorio.